# 1949
Évszázadok: 19. század – 20. század – 21. század
Évtizedek: 1890-es évek – 1900-as évek – 1910-es évek – 1920-as évek – 1930-as évek – 1940-es évek – 1950-es évek – 1960-as évek – 1970-es évek – 1980-as évek – 1990-es évek
Évek: 1944 – 1945 – 1946 – 1947 –  1948 – 1949 – 1950 – 1951 – 1952 – 1953 – 1954

## Események

### Január
- január 11. – Rövid svájci és olaszországi tartózkodás után Horthy Miklós, Magyarország korábbi kormányzója és családja Portugáliába érkezik, Estorilban telepedhettek le.[1]
- január 13–14. – Durbani zavargás.
- január 20.
  - Laoszban a francia gyarmatosítással szembenálló erők hivatalosan megalakítják a Lao Issara Hadsereget (későbbi nevén a Lao Felszabadítás Népi Hadseregét).[2]
  - Moszkvában megalakul a KGST.[3]

### Február
- február 1. – Kormányrendelet születik a gazdasági vasutak államosítására.
- február 3. – Kezdetét veszi a Mindszenty József hercegprímás elleni kirakatper.
- február 4. – A Demokrata Néppárt politikai bizottsága határozatban mondja ki a párt feloszlatását.[4]
- február 8. – A magyar népbíróság életfogytiglani börtönre ítéli Mindszenty József hercegprímást.[5]
- február 22–23. – A csehszlovák nemzetgyűlés törvényt fogad el az egységes földműves-szövetkezetek létrehozásáról.[6]
- február 25. – Károlyi Mihály párizsi követ kéri Rajk László külügyminisztertől, hadd tárgyalhasson a Vatikánnal Mindszenty József érsek kiutasításáról, ellenkező esetben lemond és hazatér.[7]

### Március
- március 4. – Csehszlovákiában megalakul az egységessé tett írószervezet, a Csehszlovák Írók Szövetsége.[6]
- március 5. – Csehszlovákiában megalakul az egyetlen engedélyezett magyar szervezet, a Csehszlovákiai Magyar Dolgozók Kulturális Egyesülete, a Csemadok. (A Csemadoknak elsősorban a politikamentesség és az „internacionalizmus” követelményének kell megfelelnie. Díszelnökévé Fábry Zoltánt, elnökké Lőrincz Gyulát választják.)[6]
- március 15. – Dániát, Izlandot és Portugáliát meghívják, hogy csatlakozzék az Észak-atlanti Szerződéshez.[8]
- március 25. – Csontváry Kosztka Tivadar festményeit kiállítják a Musée National d’Art Moderne-ben. (Ez volt Csontváry második nemzetközi kiállítása, melynek szervezésében jelentős szerepet vállalt Szabó Zoltán, az 1947-ben párizsi magyar kultúrattasévá kinevezett falukutató.)[9]
- április 2. – Az érintett kormányok visszautasítják azt a szovjet nyilatkozatot, amely szerint az Észak-atlanti Szerződés ellentétes az ENSZ alapokmányával.

### Április
- április 2. – Magyarországon megszűnik az utolsó, eredetében feudális intézmény, a hitbizomány. (Ennek elsősorban politikai, mint gyakorlati jelentősége volt, ugyanis ekkora túlnyomórészük mező- és erdőgazdasági ingatlanból állt, melyek az 1945. évi földreform során már kisajátításra kerültek. A megmaradt hitbizományok családi- és bérházakra, illetve nehezen fellelhető ingóságokra korlátozódtak. Az országgyűlés az 1949. évi VII. törvénycikkel ezeket államosította.)[10]
- április 4. – Megalakul a NATO.[11]
- április 16. – Csehszlovákia és Magyarország képviselői barátsági, együttműködési és segítségnyújtási egyezményt írnak alá.[6]
- április 18. – Megalakul az Ír Köztársaság és kiválik a Brit Nemzetközösségből.
- április 23–24. – Csehszlovákia ifjúsági szervezeteit egyesítő konferencián megalakul a Csehszlovák Ifjúsági Szövetség.[6]

### Május
- május 4. – A londoni szerződés aláírásával megalakul az Európa Tanács.[8]
- május 9. – Véget ér Berlin blokádja.[8]
- május 11. Izrael az ENSZ tagja lesz.[12]
- május 23. – Kihirdetik a Német Szövetségi Köztársaság alkotmányát.[13]
- május 25–29. – Prágában lezajlik a Csehszlovákia Kommunista Pártja (CSKP) IX. kongresszusa, ahol legfőbb feladatként többek között a „szocializmus gazdasági alapjainak megteremtését”, a burzsoázia elleni „szakadatlan politikai és eszmei harcot”, a szocialista iparosítást, a szövetkezetesítést és a marxista-leninista ideológia terjesztését jelölik meg. (A pártnak ekkor 2 300 000 tagja van.)[6]
- május 30. – Rajk László volt belügy- és külügyminisztert szervezkedés gyanújának vágyával őrizetbe veszi az Államvédelmi Hatóság (ÁVH).[14]

### Június
- június 1. – Károlyi Mihály lemond párizsi követi megbízatásáról.[7]
- június 6. – Jugoszláviában új alaptörvényt fogadnak el a mezőgazdasági termelőszövetkezetekről, a kollektivizálás gyorsításának céljáról.[15]
- június 10.
  - XII. Piusz pápa Badalik Sándort nevezi ki veszprémi püspökké. (Grősz József érsek szenteli fel püspökké augusztus 24-én, székét augusztus 30-án foglalja el.)
  - Prágában megalakul a „párttal és az állammal együttműködő” egyházi szervezet, a Katolikus Akció.[16]
- június 19. – A csehszlovák katolikus egyház vezetői az ország politikai fejlődését bíráló pásztorlevelet bocsátanak ki.[16]
- június 21.
  - Befejeződik a lakosságcsere Csehszlovákia és Magyarország között.[16]
  - A román hatóságok letartóztatják Márton Áron római katolikus püspököt,[17] aki tiltakozott az egyházi iskolákban folyó anyanyelvi oktatást ért támadások, valamint az államosítások ellen.

### Július
- július 2. – Bejelentik az ún. Vietnám Állam megalakulását, amelyben a Vietnámi Demokratikus Köztársasággal szemben álló „Egység és Ellenállás Kormánya” kezdte meg működését.
- július 27. – Az első sikeres szovjet kísérleti atomrobbantás.
- július 29. – Romániában a vallásügyi miniszter feloszlatja az oktatással illetve betegápolással foglalkozó szerzetesrendeket; ingatlanjaikat elkobozzák.[17]

### Augusztus
- augusztus 14–28. – A második Világifjúsági Találkozó (VIT) Budapesten. (Több mint tízezer külföldi fiatal érkezett a magyar fővárosba, 60%-uk a szovjet blokkon kívülről. Négynapos váltásban összesen 54 ezer magyar fiatal vett részt küldöttként az eseményen, de a programokat, nagygyűléseket, kiállításokat, utcabálokat sokkal többen látogatták.)[18]
- augusztus 17. – vikáriusnak nevezik ki a krakkói Szent Flórián-templomba Karol Wojtyłát, a későbbi Szent II. János Pál pápát.
- augusztus 18. – Az országgyűlés elfogadja a Magyar Népköztársaság Alkotmányát, mely lényegében az 1936. évi szovjet alkotmány „másolata” volt.[10]
- augusztus 20. – A Magyar Népköztársaság Alkotmányának életbelépése.

### Szeptember
- szeptember 1.
  - Magyarországon megszűnik a közigazgatási bíróság, melyet még az 1896. évi XXVI. törvénycikk hívott életre.[10] (A közigazgatási bíróság megszüntetéséről szóló 1949. évi II. törvénycikk ugyan január 28-án jelent meg a Magyar Közlönyben, hatálybalépésére azonban szeptember 1-jén került sor.)[19]
  - Több mint négy év szünet után Csehszlovákiában megindul az oktatás az első magyar iskolában. (A kitelepítések miatt katasztrofális a pedagógushiány.)[16]
- szeptember 7. – A nyugatnémet Bundestag és Bundesrat megtartja alakuló ülését.[20]
- szeptember 9. – Kanadában, a Cap Tourmente erdő magasságában (Quebec) felrobban a Canadian Pacific Airlines Douglas DC-3 típusú 108-as járata, huszonhárom ember halálát okozva. A nyomozások során kiderült, hogy gyilkosság áll az eset hátterében (Albert Guay-ügy).[21]

- szeptember 12. – Az új német állam elnökévé Theodor Heusst választják.[22]
- szeptember 15. – Nyugat-Németország első kancellárjának választják Konrad Adenauert.[23]
- szeptember 20. – Konrad Adenauer vezetésével megalakult a nyugatnémet kormány.[20]
- szeptember 24. – A Budapesti Népbíróság különtanácsa bűnösnek mondja ki népellenes bűntett (besúgás), hűtlenség bűntette (kémkedés), valamint a demokratikus államrend és a köztársaság megdöntésére irányuló szervezkedés bűntettében Rajk Lászlót és halálra ítéli. (Az ítéletet október 15-én hajtották végre.)[14]
- szeptember 29.
  - A Rajk-per „bizonyítékaira” hivatkozva Moszkva és szövetségesei felmondják Jugoszláviával kötött szerződéseiket és gazdasági–politikai blokád alá helyezik az országot.
  - Magyarországon az Elnöki Tanács megszünteti a kötelező vallásoktatást.[3]

### Október
- október 1.
  - Kikiáltják a Kínai Népköztársaságot.[24]
  - Kecskeméten megalakul a Honvéd 41. Vegyes Repülő Ezred.
- október 4. – Csehszlovákia felmondja a Jugoszláviával megkötött barátsági szerződést.[16]
- október 7. – Megalakul az NDK.[25] (A Népi Kamara szentesítette az alkotmányt, Otto Grotewohlt – a kamara legnagyobb frakciójának (Német Szocialista Egységpárt) képviselőjét – bízta meg kormányalakítással, az NDK első elnöke Wilhelm Pieck lett.)[20]
- október 13. – Károlyi Mihály nyílt levélben követel perújrafelvételt a Rajk-perben.[7]
- október 19. – Kínában megalakul a Gonganbu, az állambiztonsági minisztérium (a maoista KGB), amely hamarosan ellenőrzése alá vonja az egész országot.[26]
- október 20.
  - Jugoszláviát – a keleti blokk ellenzése ellenére – az ENSZ Biztonsági Tanács tagjává választják.[15]
  - Új lap jelenik meg Magyarországon, a Nők Lapja.

### November
- november 1. – Magyarország és Románia között megszűnik a kishatárforgalom.[17]
- november 7. – Konsztantyin Rokosszovszkij szovjet marsallt a lengyel hadsereg főparancsnokává és honvédelmi miniszterré nevezik ki.[27]
- november 15–16. – A Kominform budapesti értekezlete újabb határozatban ítéli el a JKP-t.
- november 21. – Újra megnyitják az újjáépített Széchenyi lánchídat.

### December
- december 8. – Kína nemzeti kormánya a kommunista hatalomátvételt követően Tajvan szigetére menekül.
- december 21. – A 70-es trolibuszvonal átadásával újraindul Budapesten a trolibuszközlekedés.
- december 23–30. – A Jugoszláv Kommunista Párt Központi Bizottságának (JKP KB) plénuma felfüggeszti a kollektivizálást.[15]
- december 28. – Magyarországon államosítják a 10 munkásnál többet foglalkoztató kisüzemeket, valamint a külföldi tőkés tulajdont (1949. évi 20. törvényerejű rendelet).[10]
- december 29. – A belgrádi amerikai nagykövet kijelenti, amennyiben Jugoszláviát támadás éri, az Egyesült Államok beavatkozik.[15]

### Határozatlan dátumú események
- június – Kwame Nkrumah Aranyparton megalapítja a Népi Konvenció Pártot (Convention People’s Partyt –CPP).[2]
- szeptember–október – A Szovjetunió és a népi demokráciák (Albánia kivételével) a Rajk-per „bizonyító anyagára” hivatkozva felmondják az 1945–47-ben kötött barátsági és kölcsönös segítségnyújtási szerződéseket Jugoszláviával, és gazdasági-politikai blokád alá veszik.[15]
- az év folyamán – 
  - Lengyelországban a parasztpártok egyesülésével létrejön az Egyesült Néppárt (ZSL).[27]
  - Romániában a 86.311/49. számú igazságügyi miniszteri rendelet feloszlat minden társadalmi szervezetet; ennek értelmében megszűnik többek között az Erdélyi Múzeum-Egyesület, Petőfi Közművelődési Egyesület, Erdélyi Magyar Gazdasági Egyesület és az ASTRA (egyesület).[17]

## Az év témái

### 1949 a filmművészetben
- Mihail Csiaureli: Berlin eleste
- Giuseppe De Santis: Nincs béke az olajfák alatt
- Keleti Márton: Mágnás Miska
- Makk Károly: Úttörők
- Gertler Viktor: Díszmagyar

### 1949 az irodalomban
- Jorge Luis Borges: Az Alef (elbeszéléskötet)
- Italo Calvino: Végül arra száll egy holló (elbeszéléskötet)
- Hans Fallada: Halálodra magad maradsz (regény)
- Graham Greene: A harmadik (regény)
- Erich Kästner: A két Lotti (ifjúsági regény)
- Arthur Miller: Az ügynök halála (dráma)
- George Orwell: 1984 (regény)
- Szabó Pál: Isten malmai (regény)

### 1949 a politikában
- április 18. – Az Ír Köztársaság deklarálja az Brit Nemzetközösségből történő kilépését

### 1949 a sportban
- Asztalitenisz-világbajnokság Stockholmban. A magyar csapat négy arany- és három bronzérmet nyer.
- Kézilabda-világbajnokság Budapesten. Világbajnok a magyar női nagypályás csapat.
- A Ferencváros nyeri az NB 1-et. Ez a klub tizenhetedik bajnoki címe.
- Az oslói gyorskorcsolya-világbajnokságon Pajor Kornél megszerzi a magyar gyorskorcsolyázás első világbajnoki aranyérmét.
- A párizsi műkorcsolya-világbajnokságon a Kékessy Andrea–Király Ede páros aranyérmet nyer.
- A milánói műkorcsolya Európa-bajnokságon a Kékessy Andrea–Király Ede páros aranyérmet nyer.
- Főiskolai világbajnokság Budapesten. A magyar csapat 42 arany-, 34 ezüst- és 20 bronzérmet nyer.

### 1949 a zenében
- Frank Sinatra: Frankly Sentimental

## Születések
- január 1. – Ádám Veronika, magyar orvos, biokémikus
- január 11. – Ungár Anikó, magyar előadóművész, artista, bűvész
- január 15. – Balla Zsófia, erdélyi magyar költő
- január 17. – Andy Kaufman, amerikai humorista és színész († 1984)
- január 25. – Paul Nurse, brit biokémikus
- január 26. – Rajk László, Kossuth-díjas magyar építész, díszlettervező, politikus († 2019)
- február 1. – Bélyácz Iván, közgazdász, akadémikus
- február 10. – Madarász Iván, magyar zeneszerző
- február 14. – Vágó István, magyar televíziós műsorvezető, politikus († 2023)
- február 19. – Verőci Zsuzsa, sakkozó, nemzetközi nagymester
- február 22. – Niki Lauda, osztrák autóversenyző, a Formula–1 háromszoros világbajnoka († 2019)
- február 28. – Rostás-Farkas György, író, műfordító
- március 1. – Borbás Gabi, Jászai Mari-díjas magyar színésznő
- március 2. – Gates McFadden amerikai színésznő és koreográfus
- március 22. – Gyárfás Tamás sportriporter, sportvezető, televíziós producer
- március 28. – Reviczky Gábor, Kossuth-díjas magyar színművész
- március 30. – Lene Lovich, amerikai énekesnő
- április 9. – Usztics Mátyás, magyar színművész († 2017)
- április 15. – Szigeti Ferenc magyar zenész, gitáros, zenei producer
- április 20. – Jessica Lange kétszeres Oscar-díjas amerikai színésznő
- április 23. – Gedó György, olimpiai bajnok magyar ökölvívó
- április 29. – Pannonhalmi Zsuzsa, Ferenczy Noémi-díjas keramikus
- május 4. – Nagy Gáspár, Kossuth- és József Attila-díjas magyar költő, prózaíró, szerkesztő († 2007)
- május 20.
  - Major István, Európa-bajnok magyar atléta († 2014)
  - Schuster Lóránt, a P. Mobil együttes vezetője
- május 22. – Nógrádi György, magyar biztonságpolitikai szakértő
- május 24. – Nagy Bálint Kossuth-díjas magyar építész († 2022)
- június 11. – Váncsa István, magyar újságíró
- június 12. – Bárándy Péter, magyar ügyvéd, politikus, igazságügy-miniszter
- június 22. – Meryl Streep, háromszoros Oscar-díjas amerikai színésznő
- június 24. – Brigitte Mohnhaupt, német terrorista
- június 25. – Havas Henrik, Táncsics Mihály-díjas magyar újságíró, műsorvezető
- június 26. – Babos Gyula, Liszt Ferenc-díjas magyar dzsessz-gitáros († 2018)
- június 29. – Zsolnai Júlia magyar színésznő, előadóművész
- július 3. – Hábermann Jenő Balázs Béla-díjas magyar filmproducer
- július 10. – Dunai Tamás Jászai Mari-díjas magyar színművész, érdemes és kiváló művész († 2023)
- július 24. – Michael Richards amerikai színész, humorista
- július 25. – Mányai Zsuzsa, magyar színésznő († 1999)
- július 26. – Roger Taylor, a Queen együttes dobosa
- augusztus 2. – Farkas Bertalan, az első magyar űrhajós
- augusztus 8. – Magyari Béla magyar űrhajós, a Szojuz–36 űrhajó tartalékszemélyzetének tagja († 2018)
- augusztus 11. – Olivier de Funès, francia pilóta, színész (Louis de Funès fia)
- augusztus 19. – Paudits Béla, Jászai Mari-díjas magyar színész († 2018)
- augusztus 20. – Nyikolaj Petrovics Ivanov, olimpiai bajnok szovjet-orosz evezős († 2012)
- augusztus 25. – Gene Simmons, amerikai zenész (basszusgitár)
- augusztus 31. – Hugh David Politzer, Nobel-díjas amerikai elméleti fizikus
- szeptember 1. – Karinthy Márton, Kossuth-díjas magyar színházi rendező, író († 2019)
- szeptember 23. – Bruce Springsteen, amerikai énekes, gitáros, zeneszerző
- szeptember 24. – Pedro Almodóvar, spanyol filmrendező
- október 2. – Annie Leibovitz, amerikai fotográfus, elsősorban zenészekről és más hírességekről készült portréfotóiról híres
- október 30. – Lezsák Sándor, József Attila-díjas magyar költő, tanár, politikus, az Országgyűlés egyik alelnöke
- november 5. – Kántor Péter, József Attila-díjas magyar költő, műfordító († 2021)
- november 6. – Brad Davis, amerikai színész († 1991)
- november 9. – Maráz Anna, magyar mikrobiológus, élelmiszervegyész
- november 23. – Hála József, magyar néprajzkutató, muzeológus, geológus
- november 30. – Temesi Ferenc, magyar író
- december 5. – Törő István, magyar író, költő, újságíró, mezőgazdász
- december 9. – Fernando Parrado uruguayi televíziós személyiség, az 1972 októberi andoki légiszerencsétlenség egyik túlélője
- december 11. – Rainer Péter, Ferenczy Noémi-díjas magyar építész
- december 14. – Cliff Williams, az AC/DC együttes basszusgitárosa
- december 22.
  - Maurice Gibb, a Bee Gees tagja († 2003)
  - Robin Gibb, a Bee Gees tagja († 2012)
- december 24.
  - Warwick Brown, ausztrál autóversenyző
  - Mircea Diaconu román színész, nemzeti liberális párti politikus, művelődési miniszter († 2024)
- december 25. – Osztrics István, olimpiai bajnok magyar vívó

## Halálozások
- január 6. – Victor Fleming, amerikai filmrendező (Elfújta a szél; Oz a csodák csodája) (* 1889)
- február 6. – Zsolt Béla, író, polgári radikális újságíró (* 1895)
- február 20. – Berde Mária, erdélyi magyar író, költő, műfordító (* 1889)
- április 20. – Bánáss László, veszprémi püspök (* 1888)
- május 17. – Balázs Béla, író, költő, filmesztéta, filmrendező (* 1884)
- július 2. – Georgi Dimitrov, bolgár kommunista politikus (* 1882)
- július 4. – Ugró Gyula, ügyvéd, Újpest város első polgármestere (* 1865)
- július 29. – Koszta József festőművész (* 1861)
- augusztus 3. – Ignotus, magyar publicista, költő, író (* 1869)
- augusztus 12. – Nizalowski Czeslaw Wladimir, a magyar aviatika úttörője (̈ 1885)
- augusztus 19. – Gyömörey György, Zala vármegye főispánja (* 1873)
- augusztus 28. – Drasche-Lázár Alfréd, diplomata, politikus, író (* 1875)
- szeptember 5. – Ács Ferenc, festőművész (* 1876)
- október 15. – Rajk László, politikus, belügyminiszter[3] (* 1909)
- november 19. – James Ensor, belga impresszionista festő (* 1860)
- november 23. – Bobory György magyar földbirtokos, magyar királyi titkos tanácsos, országgyűlési képviselő (* 1883)
- december 24. – Márkus Emília színésznő (* 1860)
- december 31. – Dáni Nándor, olimpiai második helyezett atléta (* 1871)

## Nobel-díjasok
- A Nobel-díjat a svéd Alfred Nobel alapította, 1901 óta adják át, melyet a Svéd Királyi Tudományos Akadémia ítél oda a tudomány, az irodalom és humanitárius területen kimagasló eredményt elért magánszemélyeknek, illetve intézményeknek.

| Fizikai            | Jukava Hideki                          |
| Kémiai             | William Giauque                        |
| Orvosi-fiziológiai | Walter Rudolf Hess, António Egas Moniz |
| Irodalmi           | William Faulkner                       |
| Béke               | John Boyd Orr                          |